# Radkov (kraj pardubicki)
Radkov – miejscowość i gmina (obec) w Czechach, w kraju pardubickim, w powiecie Svitavy. W 2022 roku liczyła 117 mieszkańców.